# Lontras
Lontras es un municipio brasileño del estado de Santa Catarina. Tiene una población estimada al 2022 de 12 873 habitantes. Forma parte de la Región metropolitana del Alto Valle de Itajaí.
Lontras es un municipio principalmente agrícola, aunque también tiene industria textil y cervecera.

## Toponimia
Es llamado Lontras por la especia de nutria Lontra que habita en la región.

## Historia
Ubicado a orillas del Río Itajaí-Açu, los primeros pobladores fueron colonos alemanes quienes se instalaron en 1890. El colono alemán Henrique Schroeder es quien se considera el fundador de Lontras.
Schroeder fue quien ayudó a construir la Parroquia Santa Luzia y donó terreno para la construcción de una escuela. La plaza central del municipio lleva su nombre en honor.
El municipio de Lontras fue creado en 1961, emancipándose de Rio do Sul.